# Juozas Dirgėla
Juozas Dirgėla war ein litauischer Fußballspieler. 

## Karriere
Juozas Igovinas spielte in seiner Vereinskarriere für den FK Tauras Kaunas und LFLS Kaunas.
Im Juli 1928 debütierte Igovinas in der Litauischen Fußballnationalmannschaft während des Baltic Cups 1928 in Estland, im Eröffnungsspiel gegen Lettland. In den Jahren 1929, 1932 und 1933 nahm er mit der Nationalmannschaft drei weitere Male am Baltic Cup teil.
Von 1928 bis 1933 absolvierte Dirgėla 13 Länderspiele für die Litauische Nationalmannschaft und erzielte zwei Tore. 